# Saint-Quentin, New Brunswick
Saint-Quentin är en ort i Kanada.   Den ligger i provinsen New Brunswick, i den östra delen av landet, 700 km öster om huvudstaden Ottawa. Saint-Quentin ligger 283 meter över havet och antalet invånare är 2 095.
Terrängen runt Saint-Quentin är platt. Runt Saint-Quentin är det mycket glesbefolkat, med 2 invånare per kvadratkilometer..
I omgivningarna runt Saint-Quentin växer i huvudsak blandskog.